# Gradi degli eserciti della NATO
Tabelle di comparazione dei gradi degli eserciti degli Stati membri della NATO. I gradi degli ufficiali nella NATO, indipendentemente dalla forza armata di appartenenza, vengono identificati con l'acronimo OF (da Officer/Officier), seguiti da un numerico progressivo. Tenente e sottotenente, entrambi ufficiali con l'incarico di comandante di plotone, vengono raggruppati sotto l'acronimo di OF-1. Le forze armate degli Stati Uniti d'America, al loro interno, usano il prefisso O, e non accomunano tenenti e sottotenenti, che sono quindi rispettivamente identificati come O-2 e O-1. Pertanto, un O-6 USA, colonnello, equivale a un OF-5 NATO.

## Ufficiali generali (OF-10– OF-6)
| Ufficiali generali    | Ufficiali generali    | Ufficiali generali     | Ufficiali generali                                | Ufficiali generali                    | Ufficiali generali            | Ufficiali generali                  |
| Nazione               | (OF-11)               | OF-10                  | OF-9                                              | OF-8                                  | OF-7                          | OF-6                                |
| --------------------- | --------------------- | ---------------------- | ------------------------------------------------- | ------------------------------------- | ----------------------------- | ----------------------------------- |
| Albania               | Nessun equivalente    | Nessun equivalente     | Gjeneral                                          | Gjeneral-Lejtant                      | Gjeneral-Major                | Gjeneral-Brigade                    |
| Belgio                | Nessun equivalente    | Nessun equivalente     | Général Generaal                                  | Lieutenant-Général Luitenant-Generaal | Général-Major Generaal-Majoor | Général de Brigade Brigade-Generaal |
| Bulgaria              | Nessun equivalente    | Nessun equivalente     | Генерал (General)                                 | Генерал-лейтенант (General-leitenant) | Генерал-майор (General-major) | Бригаден генерал (Brigaden general) |
| Canada                | Nessun equivalente    | Nessun equivalente     | General Général                                   | Lieutenant-General Lieutenant-Général | Major-General Major-Général   | Brigadier-General Brigadier-Général |
| Croazia               | Nessun equivalente    | Stožerni general       | General zbora                                     | General pukovnik                      | General bojnik                | Brigadni general                    |
| Repubblica Ceca       | Nessun equivalente    | Nessun equivalente     | Armádní generál                                   | Generálporučík                        | Generálmajor                  | Brigádní generál                    |
| Danimarca             | Nessun equivalente    | Nessun equivalente     | General                                           | Generalløjtnant                       | Generalmajor                  | Brigadegeneral                      |
| Estonia               | Nessun equivalente    | Nessun equivalente     | Kindral                                           | Kindralleitnant                       | Kindralmajor                  | Brigaadikindral                     |
| Francia               | Nessun equivalente    | Maréchal de France     | Général d'Armée                                   | Général de Corps d'Armée              | Général de Division           | Général de Brigade                  |
| Germania              | Nessun equivalente    | Nessun equivalente     | General                                           | Generalleutnant                       | Generalmajor                  | Brigadegeneral                      |
| Grecia                | Nessun equivalente    | Nessun equivalente     | Στρατηγός (Stratigos)                             | Αντιστράτηγος (Antistratigos)         | Υποστράτηγος (Ypostratigos)   | Ταξίαρχος (Taxiarchos)              |
| Islanda               | Nessun equivalente    | Nessun equivalente     | Nessun equivalente                                | Nessun equivalente                    | Nessun equivalente            | Nessun equivalente                  |
| Italia                | Nessun equivalente    | Generale               | Generale di corpo d'armata con incarichi speciali | Generale di corpo d'armata            | Generale di divisione         | Generale di brigata                 |
| Lettonia              | Nessun equivalente    | Nessun equivalente     | Nessun equivalente                                | Ģenerālleitnants                      | Ģenerālmajors                 | Brigādes Ģenerālis                  |
| Lituania              | Nessun equivalente    | Nessun equivalente     | Nessun equivalente                                | Generolas leitenantas                 | Generolas majoras             | Brigados generolas                  |
| Lussemburgo           | Nessun equivalente    | Nessun equivalente     | Général-Commandant en Chef                        | Nessun equivalente                    | Nessun equivalente            | Général-Chef d'État-Major           |
| Norvegia              | Nessun equivalente    | Nessun equivalente     | General                                           | Generalløytnant                       | Generalmajor                  | Brigader                            |
| Paesi Bassi           | Nessun equivalente    | Nessun equivalente     | Generaal                                          | Luitenant-generaal                    | Generaal-majoor               | Brigade-generaal                    |
| Polonia               | Nessun equivalente    | Marszałek Polski       | Generał                                           | Generał broni                         | Generał dywizji               | Generał brygady                     |
| Portogallo            | Nessun equivalente    | Marechal do Exército   | General                                           | Tenente-general                       | Major-general                 | Brigadeiro-general                  |
| Regno Unito           | Nessun equivalente    | Field Marshal          | General                                           | Lieutenant General                    | Major General                 | Brigadier                           |
| Romania               | Nessun equivalente    | Mareșal                | General                                           | General Locotenent                    | General Maior                 | General de Brigada                  |
| Slovacchia            | Nessun equivalente    | Nessun equivalente     | Generál                                           | Generálporučík                        | Generálmajor                  | Brigádny Generál                    |
| Slovenia              | Nessun equivalente    | Nessun equivalente     | General                                           | Generalpodpolkovnik                   | Generalmajor                  | Brigadir                            |
| Spagna                | Nessun equivalente    | Capitán general        | General de Ejército                               | Teniente general                      | General de división           | General de brigada                  |
| Stati Uniti d'America | General of the Armies | General of the Army    | General                                           | Lieutenant General                    | Major General                 | Brigadier General                   |
| Turchia               | Mareşal               | Genelkurmay Başkanlığı | \| Orgeneral \|                                   | Korgeneral                            | Tümgeneral                    | Tuğgeneral                          |
| Ungheria              | Nessun equivalente    | Nessun equivalente     | Vezérezredes                                      | Altábornagy                           | Vezérőrnagy                   | Dandártábornok                      |
| Nazione               | OF-11                 | OF-10                  | OF-9                                              | OF-8                                  | OF-7                          | OF-6                                |
| Orgeneral             |                       |                        |                                                   |                                       |                               |                                     |

## Ufficiali superiori e inferiori (OF-5– OF-1)
| Capitaine-Commandant Kapitein-Commandant | Capitaine Kapitein |

| Stabshauptmann | Hauptmann |

| Oberfähnrich | Fähnrich | Fahnenjunker |

| Allievo ufficiale | Allievo ufficiale |

| Coronel-tirocinado | Coronel |

## Warrant officer(WO-5– WO-1)
I warrant officers dell'Esercito USA costituiscono una categoria specifica, intermedia tra quella degli ufficiali e quella dei sottufficiali. Non devono essere confusi con quelli degli eserciti di tradizione britannica (Regno Unito, Canada, Australia, ecc.), nei quali i warrant officers sono invece il gradino più alto della categoria dei sottufficiali.
| Stati Uniti d'America | Chief warrant officer 5 (CW5) | Chief warrant officer 4 (CW4) | Chief warrant officer 3 (CW3) | Chief warrant officer 2 (CW2) | Warrant officer 1 (WO1) | Warrant officer 1 (WO1) |
| Codice NATO           | WO-5                          | WO-4                          | WO-3                          | WO-2                          | WO-1                    | WO-1                    |

## Sottufficiali (OR-9– OR-5)
Gli other rank comprendono quelli che in molte nazioni sono chiamati sottufficiali.
| Adjudant-Major Adjudant-Majoor | Adjudant-Chef |

| 1er Sergeant-Chef 1ste Sergeant-Chef | 1er Sergeant 1ste Sergeant |

| Sergent | Værnepligtig sergent |

| Ülemveebel | Staabiveebel |

| Major | Adjudant-Chef |

| Oberfeldwebel | Feldwebel |

| Stabsunterofizier | Unteroffizier |

| Αρχιλοχίας (ΣΜΥ) Archilochias (SMY) | Αρχιλοχίας (ΕΠΟΠ-ΕΜΘ) Archilochias (EPOP-EMTh) |

| Επιλοχίας (ΣΜΥ) Epilochias (SMY) | Επιλοχίας ((ΕΠΟΠ-ΕΜΘ)) Epilochias (EPOP-EMTh) |

| Λοχίας (ΣΜΥ) Lochias (SMY) | Λοχίας (ΕΠΟΠ-ΕΜΘ) Lochias (EPOP-EMTh) |

| Primo luogotenente | Luogotenente | Primo maresciallo | Maresciallo capo |

| Maresciallo ordinario | Maresciallo |

| Sergente maggiore aiutante | Sergente maggiore capo |

| Štabo seržantas | Štabo seržantas specialistas |

| Vyresnysis seržantas | Vyresnysis seržantas specialistas |

| Seržantas | Seržantas specialistas |

| Adjutant-major | Adjutant-chef |

| Sersjant 1. klasse | Sersjant |

| Starszy chorąży sztabowy | Starszy chorąży |

| Segundo-sargento | Furriel | Segundo-furriel |

| Army Sergeant Major Conductor | Warrant Officer Class 1 |

| Quartermaster Sergeant | Warrant Officer Class 2 |

| Plutonier adjutant principal Maiștru militar principal |

| Plutonier adjutant Maiștru militar clasa I |

| Plutonier major Maiștru militar clasa II |

| Plutonier Maiștru militar clasa III | Sergent major Maiștru militar clasa IV |

| Sergent Maiștru militar clasa V |

| Nadpraporčík | Praporčík | Podpraporčík |

| Štábný nadrotmajster | Nadrotmajster |

| Višji štabni praporščak | Štabni praporščak | Višji praporščak |

| Praporščak | Višji štabni vodnik |

| Suboficial Mayor | Subteniente |

| Sergeant Major of the Army | Command Sergeant Major | Sergeant Major |

| First Sergeant | Master Sergeant |

| Assubay Kıdemli Üstçavuş | Assubay Üstçavuş |

| Assubay Kıdemli Çavuş | Astsubay Çavuş |

| Törzszászlós | Zászlós |

## Truppa (OR-4– OR-1)
| Caporal de Corps Korporaal de Corps | 1er Caporal-Chef 1ste Korporaal-Chef | Caporal-Chef Korporaal-Chef |

| Svobodník | Vojín |

| Seersant | Nooremseersant |

| Caporal-chef de première classe | Caporal-chef |

| Oberstabsgefreiter | Stabsgefreiter |

| Hauptgefreiter | Obergefreiter |

| Δεκανέας (ΕΠΟΠ-ΕΜΘ) Dekaneas (EPOP-EMTh) | Δεκανέας (OBA) Dekaneas (OVA) |

| Υποψήφιος Έφεδρος Βαθμοφόρος Ypopsifios Efedros Bathmoforos | Nessun distintivo Στρατιώτης Stratiotis |

| Primo graduato | Graduato capo | Graduato scelto | Graduato |

| Caporale scelto | Caporale |

| Premier Corporal-Chef | Corporal-Chef |

| Corporal 1ère Classe | Corporal |

| Premier Soldat-Chef | Soldat-Chef |

| Soldat 1ère Classe | Soldat |

| Korporal 1.klasse | Korporal |

| Ledende Menig | Menig |

| Soldaat der 1e klasse | Soldaat der 2e klasse |

| Plutonowy | Starszy kapral |

| Cabo-de-secção | Cabo-adjunto |

| Corporal | Specialist |

| Szakaszvezető | Tizedes |